# Buddy Hield
Chavano Rainier „Buddy“ Hield (* 17. Dezember 1992 in Freeport, Bahamas) ist ein bahamaischer Basketballspieler, der für die Golden State Warriors in der NBA spielt.

## Karriere

### Schulzeit und College
Hield galt in seiner Jugend als großes Basketballtalent auf den Bahamas. Er wechselte an die Sunrise Christian Academy in den US-Bundesstaat Kansas, entwickelte sich zu einem herausragenden Basketballspieler auf Schulebene und wurde von namhaften Universitäten wie der University of Kansas umworben. Hield entschied sich jedoch für die University of Oklahoma.
Für die Oklahoma Sooners spielte Hield vier Jahre. In seiner Freshman-Saison kam er noch überwiegend als Ersatzspieler von der Bank und erzielte 7,8 Punkte im Schnitt. Ab seinem Sophomore-Jahr hatte er bei den Sooners einen festen Platz in der Anfangsaufstellung. Obwohl er nach seinem Junior-Jahr Angebote aus der NBA hatte, entschied er sich für ein viertes und letztes Collegejahr.
Hield gelang noch einmal eine Steigerung, er erzielte 25 Punkte, 5,7 Rebounds und 2,0 Assists im Schnitt. Zudem führte er die Collegeliga NCAA in verwandelten Dreipunktwürfen an. Für diese Leistungen wurde er mit dem John R. Wooden-Award ausgezeichnet und erhielt den Preis als Naismith College Player of the Year, somit als bester Collegespieler der Saison ausgezeichnet. Im Anschluss nahm Hield am NBA-Draftverfahren teil.

### NBA
Im NBA-Draft 2016 wurde Hield an sechster Stelle von den New Orleans Pelicans ausgewählt. Bereits nach einem halben Jahr bei den Pelicans wurde Hield am 20. Februar 2017 zusammen mit Tyreke Evans und Langston Galloway zu den Sacramento Kings transferiert. Bei den Kaliforniern war Hield in der Saison 2018/19 mit 20,7 Punkten pro Spiel bester Korbschütze. In der Saison 2019/20 kam Hield verstärkt von der Bank und erzielte 19,2 Punkte pro Spiel. In den folgenden Jahren fiel sein Punktedurchschnitt auf 16,6 (Saison 2020/21) und 14,4 (Saison 2021/22), ehe er im Februar 2022 im Rahmen eines Tauschhandels an die Indiana Pacers abgegeben wurde. Er fiel insbesondere als Dreipunkteschütze auf, im Laufe des Spieljahres 2022/23 traf er 288 Fernwürfe, was einen neuen Bestwert in der Klubgeschichte bedeutete.
Er blieb zwei Jahre bei der Mannschaft, im Februar 2024 wechselte er zu den Philadelphia 76ers. Im Sommer 2024 kam er zu den Golden State Warriors.

## Nationalmannschaft
Hield spielt seit 2014 für die bahamaische Basketballnationalmannschaft. Er nahm 2014 an der Mittelamerikameisterschaft Centrobasket teil und errang unter Trainer Larry Eustachy den siebten Platz. Zudem führte er den Wettbewerb mit 18,9 Punkten pro Spiel als bester Korbschütze an.

## Auszeichnungen
- 2 × Western Conference Rookie des Monats (Dezember 2016 / März 2017)
- NBA All-Rookie Team 2016/2017 (First Team)

## Karriere-Statistiken

### NBA

#### Hauptrunde
| Saison  | Team                     | GP  | GS  | MPG  | FG % | 3P % | FT % | RPG | APG | SPG | BPG | PPG  |
| ------- | ------------------------ | --- | --- | ---- | ---- | ---- | ---- | --- | --- | --- | --- | ---- |
| 2016–17 | New Orleans / Sacramento | 82  | 55  | 23.0 | .426 | .391 | .842 | 3.3 | 1.5 | 0.5 | 0.1 | 10.6 |
| 2017–18 | Sacramento               | 80  | 12  | 25.3 | .446 | .431 | .877 | 3.8 | 1.9 | 1.1 | 0.3 | 13.5 |
| 2018–19 | Sacramento               | 82  | 82  | 31.9 | .458 | .427 | .886 | 5.0 | 2.5 | 0.7 | 0.4 | 20.7 |
| 2019–20 | Sacramento               | 72  | 44  | 30.8 | .429 | .394 | .846 | 4.6 | 3.0 | 0.9 | 0.2 | 19.2 |
| 2020–21 | Sacramento               | 71  | 71  | 34.3 | .406 | .391 | .846 | 4.7 | 3.6 | 0.9 | 0.4 | 16.6 |
| 2021–22 | Sacramento / Indiana     | 81  | 32  | 30.9 | .406 | .366 | .874 | 4.4 | 2.8 | 0.9 | 0.3 | 15.6 |
| 2022–23 | Indiana                  | 80  | 73  | 31.0 | .458 | .425 | .822 | 5.0 | 2.8 | 1.2 | 0.3 | 16.8 |
| 2023–24 | Indiana / Philadelphia   | 84  | 42  | 25.7 | .436 | .386 | .881 | 3.2 | 2.8 | 0.8 | 0.5 | 12.1 |
| Gesamt  | Gesamt                   | 632 | 412 | 29.0 | .434 | .400 | .860 | 4.2 | 2.6 | 0.9 | 0.3 | 15.5 |

#### Play-offs
| Saison  | Team         | GP | GS | MPG  | FG % | 3P % | FT %  | RPG | APG | SPG | BPG | PPG |
| ------- | ------------ | -- | -- | ---- | ---- | ---- | ----- | --- | --- | --- | --- | --- |
| 2023–24 | Philadelphia | 4  | 0  | 12.8 | .412 | .462 | 1.000 | 1.3 | 0.5 | 0.0 | 0.3 | 5.5 |
| Gesamt  | Gesamt       | 4  | 0  | 12.8 | .412 | .462 | 1.000 | 1.3 | 0.5 | 0.0 | 0.3 | 5.5 |